# Giovanni Garzia Mellini
Giovanni Garzia Mellini (Firenze, 1562 – Roma, 2 ottobre 1629) è stato un cardinale italiano.
Di nobile famiglia, figlio di Mario Mellini e Ortensia Jacovacci, era nipote per parte di madre del cardinale Giambattista Castagna (papa Urbano VII). Inoltre la sua famiglia aveva già dato alla Chiesa cattolica altri tre cardinali: Giovanni Battista Mellini (1405-1478, cardinale dal 1476), Savio Mellini e Mario Mellini.

## Biografia
Il 1º giugno 1605 venne nominato vescovo titolare di Colossi. Il 20 giugno dello stesso mese fu nominato nunzio apostolico in Spagna, carica che tenne fino al maggio 1607. Il 7 febbraio 1607 venne nominato vescovo di Imola, carica che mantenne fino al 1611.
Papa Paolo V lo elevò al rango di cardinale nel concistoro dell'11 settembre 1606 ed il 7 gennaio 1608 gli assegnò il titolo di cardinale presbitero dei Santi Quattro Coronati. Fu vicario generale di Roma dal 1610 al 1629. Nel 1616 venne nominato segretario generale della Congregazione per la Dottrina della Fede, carica che tenne fino alla sua morte. Nel 1622 fu nominato arciprete della basilica di Santa Maria Maggiore e rimase tale fino alla morte.
Nell'agosto del 1623 sostituì il cardinale Maffeo Barberini eletto papa, nella carica di camerlengo del Sacro Collegio, che tenne fino al 1625. Nel 1627 optò per il titolo di cardinale presbitero di San Lorenzo in Lucina. Da quell'anno fu cardinale protopresbitero, carica che tenne per due anni, fino a quando cioè divenne cardinale vescovo di Frascati, carica però che tenne per poco più di un mese poiché morì il 2 ottobre 1629 all'età di 67 anni. La sua salma venne tumulata nella basilica di Santa Maria del Popolo a Roma.

## Conclavi
Durante il suo periodo di cardinalato Giovanni Garzia Millini partecipò ai conclavi:
- conclave del 1621, che elesse papa Gregorio XV
- conclave del 1623, che elesse papa Urbano VIII

## Genealogia episcopale e successione apostolica
La genealogia episcopale è:
- Arcivescovo Filippo Archinto
- Papa Pio IV
- Cardinale Giovanni Antonio Serbelloni
- Cardinale Carlo Borromeo
- Cardinale Gabriele Paleotti
- Cardinale Ludovico de Torres
- Cardinale Giovanni Garzia Mellini

La successione apostolica è:
- Vescovo Giovanni Giacomo Macedonio (1608)
- Vescovo Paolo Emilio Sammarco (1609)
- Vescovo Giambattista Visconti, O.S.A. (1609)
- Vescovo Lodovico Magio (1609)
- Vescovo Antonio Albergati (1609)
- Vescovo Vincenzo Napoli (1609)
- Vescovo Pietro Bastoni (1611)
- Vescovo Andrea Pierbenedetti (1611)
- Vescovo Rodolfo Paleotti (1611)
- Vescovo Francesco Piccolomini (1611)
- Vescovo Cosimo Dossena, B. (1612)
- Vescovo Lorenzo Landi (1612)
- Arcivescovo Guillaume d'Hugues, O.F.M.Conv. (1612)
- Vescovo Ludovico Sarego (1612)
- Cardinale Ottavio Ridolfi (1612)
- Cardinale Francesco Cennini de' Salamandri (1612)
- Vescovo Ennio Filonardi (1612)
- Vescovo Giuliano Castagnola (1612)
- Vescovo Fulvio Tesorieri (1612)
- Vescovo Selvaggio Primitelli (1613)
- Vescovo Giovanni Battista de Aquena (1613)
- Vescovo Muzio Vitali (1613)
- Arcivescovo Curzio Cocci (1614)
- Vescovo Ottaviano Garzadori (1614)
- Vescovo Francesco Diotallevi (1614)
- Vescovo Andrea Giustiniani, O.P. (1614)
- Vescovo Scipione Pasquali (1615)
- Arcivescovo Girolamo Pignatelli, C.R. (1615)
- Vescovo Vincenzo Periti (1615)
- Vescovo Giovanni Antonio Galderisi (1616)
- Vescovo Achille Caracciolo (1616)
- Vescovo Michelangelo Seghizzi, O.P. (1616)
- Vescovo Girolamo Ricciulli (1616)
- Vescovo Lelio Veterano (1616)
- Vescovo Vincenzo Agnello Suardi (1616)
- Vescovo Innico Siscara (1616)
- Vescovo Petar Katić (1618)
- Vescovo García Gil Manrique (1618)
- Arcivescovo Andrea Mastrillo (1618)
- Arcivescovo Francisco Romero, O.Carm. (1618)
- Vescovo Zaccaria della Vecchia (1618)
- Vescovo Giulio Monterenzi (1618)
- Vescovo Rafael Ripoz, O.P. (1618)
- Vescovo Francesco Maria Abbiati, C.R.L. (1618)
- Arcivescovo Jerónimo Venero Leyva (1620)
- Vescovo Giovanni Battista d'Aste, O.S.A. (1620)
- Vescovo Paolo Arese, C.R. (1620)
- Vescovo Germanico Mantica (1620)
- Vescovo Tommaso Ximenes (1620)
- Vescovo Francesco Trivulzio (1621)
- Vescovo Silvestro Andreozzi (1621)
- Vescovo Cristoforo Memmolo, C.R. (1621)
- Arcivescovo Bernardo Florio, O.Cruc. (1621)
- Vescovo Paolo Pucciarelli, O.P. (1621)
- Arcivescovo Marco Antonio Sebastiano Quirino, O.Cruc. (1622)
- Vescovo Benedicto Váez (1622)
- Vescovo Álvaro de Mendoza, O.F.M. (1622)
- Vescovo Diego Merino, O.Carm. (1623)
- Arcivescovo Diego Lopez de Andrada, O.S.A. (1623)
- Arcivescovo Giulio Antonio Santoro (1624)
- Vescovo Diego Cabeza de Vaca (1624)
- Vescovo Onorio del Verme (1624)
- Vescovo Elia Marini, O.F.M.Obs. (1624)

## Ascendenza
|                                           |                   |                              | Genitori                         |  |  | Nonni |  |  | Bisnonni                            |  |  | Trisnonni      |  |
|                                           |                   |                              |                                  |  |  |       |  |  | Mario Mellini, signore di Monterano |  |  | Pietro Mellini |  |
|                                           |                   |                              |                                  |  |  |       |  |  | Mario Mellini, signore di Monterano |  |  | Pietro Mellini |  |
|                                           |                   | Agnese Margani               |                                  |  |  |       |  |  | Mario Mellini, signore di Monterano |  |  |                |  |
| Pietro Mellini                            |                   |                              |                                  |  |  |       |  |  | Mario Mellini, signore di Monterano |  |  |                |  |
|                                           |                   | Ginevrina Cybo               | Domenico Cybo, patrizio genovese |  |  |       |  |  |                                     |  |  |                |  |
|                                           |                   | Ginevrina Cybo               | Domenico Cybo, patrizio genovese |  |  |       |  |  |                                     |  |  |                |  |
|                                           |                   | Ginevrina Cybo               | Bianca Cybo                      |  |  |       |  |  |                                     |  |  |                |  |
| Mario Mellini                             |                   | Ginevrina Cybo               |                                  |  |  |       |  |  |                                     |  |  |                |  |
|                                           |                   | Antonio Benedetto Caffarelli | Bernardino Caffarelli            |  |  |       |  |  |                                     |  |  |                |  |
|                                           |                   | Antonio Benedetto Caffarelli | Bernardino Caffarelli            |  |  |       |  |  |                                     |  |  |                |  |
|                                           |                   | Antonio Benedetto Caffarelli | Jacobella Capranica              |  |  |       |  |  |                                     |  |  |                |  |
| Ersilia/Filippa Caffarelli, nobile romana |                   | Antonio Benedetto Caffarelli |                                  |  |  |       |  |  |                                     |  |  |                |  |
|                                           |                   | Laura Alberini               | Giacomo Alberini                 |  |  |       |  |  |                                     |  |  |                |  |
|                                           |                   | Laura Alberini               | Giacomo Alberini                 |  |  |       |  |  |                                     |  |  |                |  |
|                                           |                   | Laura Alberini               | Giacomella Capodiferro           |  |  |       |  |  |                                     |  |  |                |  |
| Giovanni Garzia Mellini                   |                   | Laura Alberini               |                                  |  |  |       |  |  |                                     |  |  |                |  |
|                                           | Giacomo Jacovacci | Cristoforo Jacovacci         |                                  |  |  |       |  |  |                                     |  |  |                |  |
|                                           | Giacomo Jacovacci | Cristoforo Jacovacci         |                                  |  |  |       |  |  |                                     |  |  |                |  |
|                                           | Giacomo Jacovacci | Gentilesca/Iacoba            |                                  |  |  |       |  |  |                                     |  |  |                |  |
| Antonio Jacovacci                         | Giacomo Jacovacci |                              |                                  |  |  |       |  |  |                                     |  |  |                |  |
|                                           |                   | Camilla Astalli              | Giovambattista Astalli           |  |  |       |  |  |                                     |  |  |                |  |
|                                           |                   | Camilla Astalli              | Giovambattista Astalli           |  |  |       |  |  |                                     |  |  |                |  |
|                                           |                   | Camilla Astalli              | Caterina Leni                    |  |  |       |  |  |                                     |  |  |                |  |
| Ortensia Jacovacci                        |                   | Camilla Astalli              |                                  |  |  |       |  |  |                                     |  |  |                |  |
|                                           |                   | Valeriano Muti               | …                                |  |  |       |  |  |                                     |  |  |                |  |
|                                           |                   | Valeriano Muti               | …                                |  |  |       |  |  |                                     |  |  |                |  |
|                                           |                   | Valeriano Muti               | …                                |  |  |       |  |  |                                     |  |  |                |  |
| Remigia Muti                              |                   | Valeriano Muti               |                                  |  |  |       |  |  |                                     |  |  |                |  |
|                                           |                   | …                            | …                                |  |  |       |  |  |                                     |  |  |                |  |
|                                           |                   | …                            | …                                |  |  |       |  |  |                                     |  |  |                |  |
|                                           |                   | …                            | …                                |  |  |       |  |  |                                     |  |  |                |  |
|                                           |                   | …                            |                                  |  |  |       |  |  |                                     |  |  |                |  |